# کارلوس لمپی

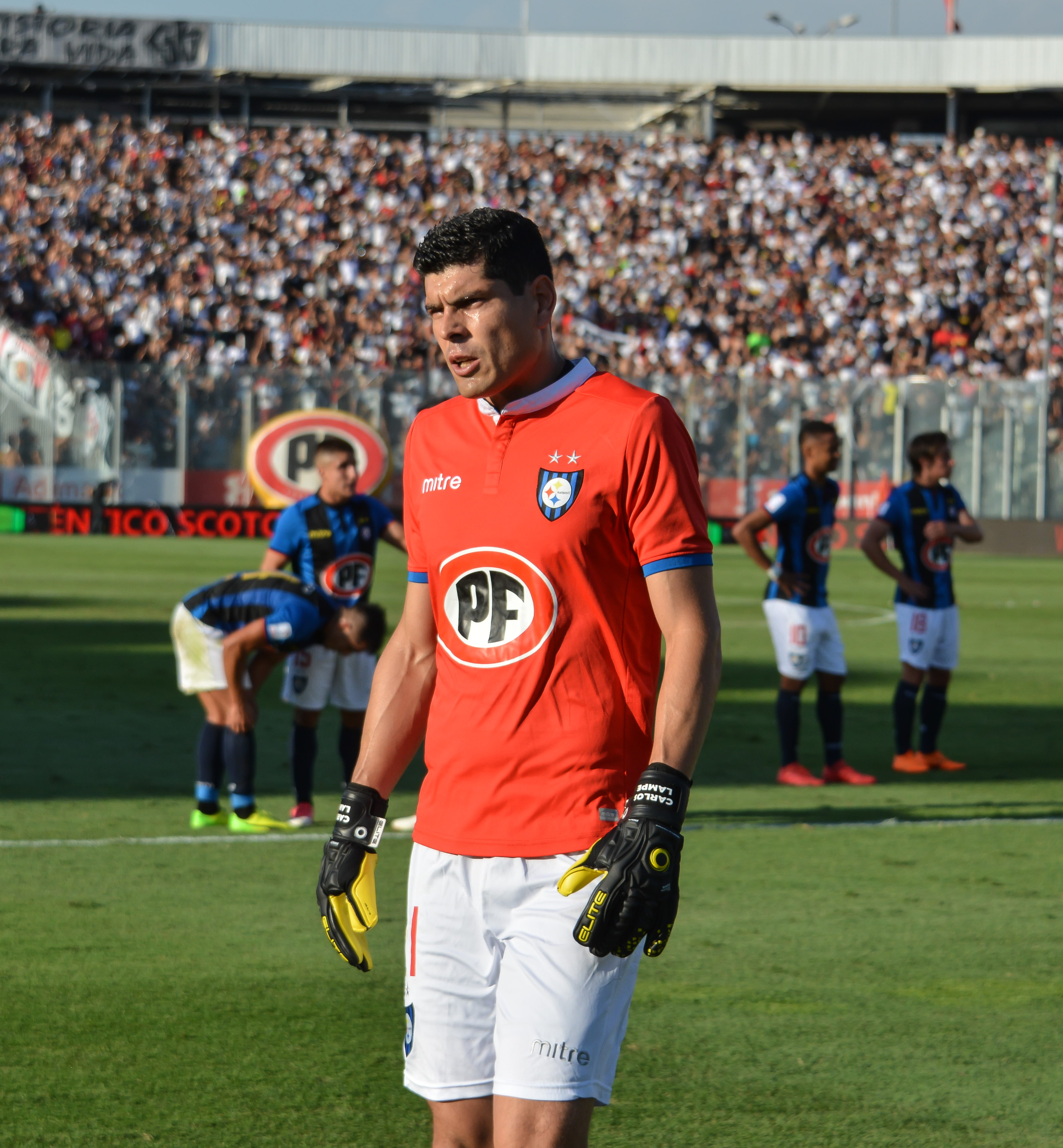
کارلوس لمپی در سال ۲۰۱۸

کارلوس لمپی (زاده ۱۷ مارس ۱۹۸۷) بازیکن فوتبال اهل بولیوی است که در پست دروازه‌بان برای باشگاه فوتبال ولز سارسفیلد و تیم ملی فوتبال بولیوی بازی می‌کند.